# Агутин, Николай Петрович
Никола́й Петро́вич Агу́тин (родился  15 апреля 1935, Тамбов) — советский и российский певец, поэт-песенник, композитор, организатор концертов, музыкальный критик.
Бывший участник ВИА «Голубые гитары». 30 лет был концертным директором в Москонцерте: группы «Голубые гитары», «Цветы», «Джанг», «Весёлые ребята» (когда в них пела Пугачева), «Поющие сердца», «Песняры», был первым концертным директором Жени Белоусова.  
Отец певца Леонида Агутина.

## Биография

### Ранние годы
Родился в семье военного, Петра Агутина, в Тамбове, потом семья переехала в Москву, на Арбат, откуда отца перевели в Воронеж, где их застала война, во время которой Николай с матерью эвакуировался в Узбекистан под Ташкент. Из эвакуации они вернулись в Воронеж, где сначала построили дом, жили в нём и после получили квартиру. Отец играл на баяне, а мать пела в храме. Николай пел в Доме пионеров в хоре и занимался танцами.
Служил в армии в Орехове-Борисове в войсках ПВО с 11 ноября 1953 года по 11 ноября 1956 года.
После армии Николай устроился работать на ДОК, затем в кавалерийский полк, находившийся в районе метро «Аэропорт», был директором клуба. Ходил на подготовительные курсы в ГИТИС. Дважды пытался поступать, но неудачно; поступил в Гнесинское училище на вокальное отделение в 1959 или в 1960. Во время учёбы он пел в субботу и воскресенье вечером в Парке Горького на танцах. Окончил училище в 1963 или в 1964. Закончил ГИТИС.

### Карьера
Работал замдиректора в ДК Университета дружбы народов, организовывал праздники для 87 землячеств от каждой страны.
Через год после окончания Гнесинки пришел в Москонцерт, прошёл конкурс, работал певцом. Исполнял три-четыре песни из репертуара певцов того времени, например, Э. Хиля. Писал песни, в том числе для И. Кобзона, с которым они вместе учились в Гнесинском институте. Из-за гастролей он отстал, но потом сдал экстерном. Подрабатывал художником-оформителем.
В Парке Горького познакомился со своей первой женой Людмилой, которая занималась там в кружке бального танца.
В Москонцерте стал членом КПСС, выпускал стенгазеты. Два года в Москонцерте работал солистом, потом три года работал с певцом Николаем Зайцевым.
В 1971 году Игорь Гранов пригласил его в ансамбль «Голубые гитары». Пел в ВИА «Голубые гитары», был лауреатом конкурса «Братиславская лира» (1973 год).
В дальнейшем работал администратором в ВИА «Весёлые ребята», «Поющие сердца», работал с Николаем Эрденко и его коллективом «Джанг», в группах Стаса Намина и «Песняры», организовывал концерты.

Например, я делал концерты на стадионе в Сочи, так у меня было 115 артистов. И длилось это 10 дней.
Я прилетал в город, заказывал гостиницы. А это все было ведь в курортный сезон. А гостиниц в Сочи тогда было — «Жемчужина», «Ленинградка» и «Чайка».
… У него работали Вицин с Моргуновым, Серов с ансамблем, Леонтьев с ансамблем.

Много работал с Муромовым, Малежиком, полтора месяца работал с Антоновым, работал с Женей Белоусовым. Познакомился с Любовью Воропаевой в ЦДЛ, прочитав её стихи, предложил ей попробовать себя в песне и познакомил её с Виктором Векштейном, руководителем ВИА «Поющие сердца», и с Павлом Слободкиным, руководителем ВИА «Весёлые ребята», она начала писать тексты песен, а после была артисткой Москонцерта. Когда работал с Женей Белоусовым и Любовью Воропаевой, его сын Леонид Агутин ездил с ними на гастроли и пел в первом отделении.
Когда сын Николая Леонид Агутин пришёл из армии, то он стал работать с отцом. Последнее, что Николай сделал в шоу-бизнесе в начале 1990-х годов — турне по стадионам: Алма-Ата, Краснодар, Ташкент и Самарканд. Позже занимался недвижимостью, но периодически помогал многим в концертной деятельности. В настоящее время[когда?] — музыкальный критик.
В 2018 году участвовал в передаче «Голос. 60+»,  его наставником был сын Леонид, дошел до финала.

### Личная жизнь
В первом браке прожил 16 лет с Людмилой Леонидовной Агутиной (дев. Школьникова; род. 20 июля 1940), преподавателем начальных классов, заслуженным учителем Российской Федерации, работавшей в школе № 791 в Москве. В браке родился сын — певец Леонид Агутин (род. 16 июля 1968), невестка — певица Анжелика Варум (род. 26 мая 1969). Имя Леониду дали в честь погибшего во время войны мужа Марии Израилевны, матери Людмилы. Внучка — Полина Леонидовна Воробьёва (род. 12 марта 1996), жила с матерью и приёмным отцом в Италии, затем её семья переехала во Францию; внучка — Елизавета Леонидовна Варум (род. 9 февраля 1999), с 2003 года живёт в Майами, создала свою рок-группу «Without Gravity» («Без притяжения»), с которой выступает на концертах в школах, пишет для группы музыку, играет на гитаре.
Во втором браке с журналисткой Еленой Викторовной Жерновой (род. 17 ноября 1956) родились две дочери:
- Дочь — Ксения Николаевна Агутина (род. 1 сентября 1980)
  - Внук — Виктор
  - Внучка — Ульяна (род. 2015)
- Дочь — Мария Николаевна Агутина (род. 13 июня 1982)
  - Внучка — Алёна (род. 2002)
  - Внук — Матвей (21 июля 2012 — 18 июня 2014[13])
  - Внучка — Александра (род. 2018)

Затем в гражданском браке прожил 15 лет с медсестрой Татьяной (род. 1 августа 1955). Третий брак — с Натальей, которая была моложе его на 45 лет. Четвёртый брак — с Аллой Павловой, моложе Николая на 50 лет, развёлся в ноябре 2014 года после 10 лет брака. Пятый брак — с 2016 года с Ниной, которая моложе Николая на 29 лет.

## Дискография
- 2014 — Как стучат сердца (певец, поэт, композитор[4])